# Ole Lukøje
„Ole Lukøje” (în daneză Ole Lukøje) este un basm literar de Hans Christian Andersen bazat pe o poveste populară care vorbește despre o creatură misterioasă și mitică a lui Moș Ene care îi adoarme cu blândețe pe copii și, în funcție de cât de buni sau răi au fost, le arată diverse vise.
Sub fiecare braț poartă câte o umbrelă; una dintre ele, cu imagini în interior, o întinde peste copiii cuminți, iar apoi aceștia visează cele mai frumoase povești toată noaptea. Dar cealaltă umbrelă nu are imagini, și pe aceasta o ține peste copiii obraznici, astfel încât aceștia dorm greu și se trezesc dimineața fără să fi visat nimic.
Numele lui Ole Lukøje este de fapt compus din două părți: Ole este un nume masculin danez obișnuit, iar Lukøje este un compus al cuvintelor daneze pentru "aproape" și "ochi". În poveste, el vizitează un băiat pe nume Hjalmar în fiecare noapte, timp de o săptămână întreagă, și îi spune povești. Ulterior, Ole Lukøje se dovedește a fi un zeu al viselor, iar în ultima sa poveste de duminică povestește despre fratele său, numit la fel Ole Lukøje, dar și Moartea, care închide ochii celor pe care îi vizitează și îi ia cu el.

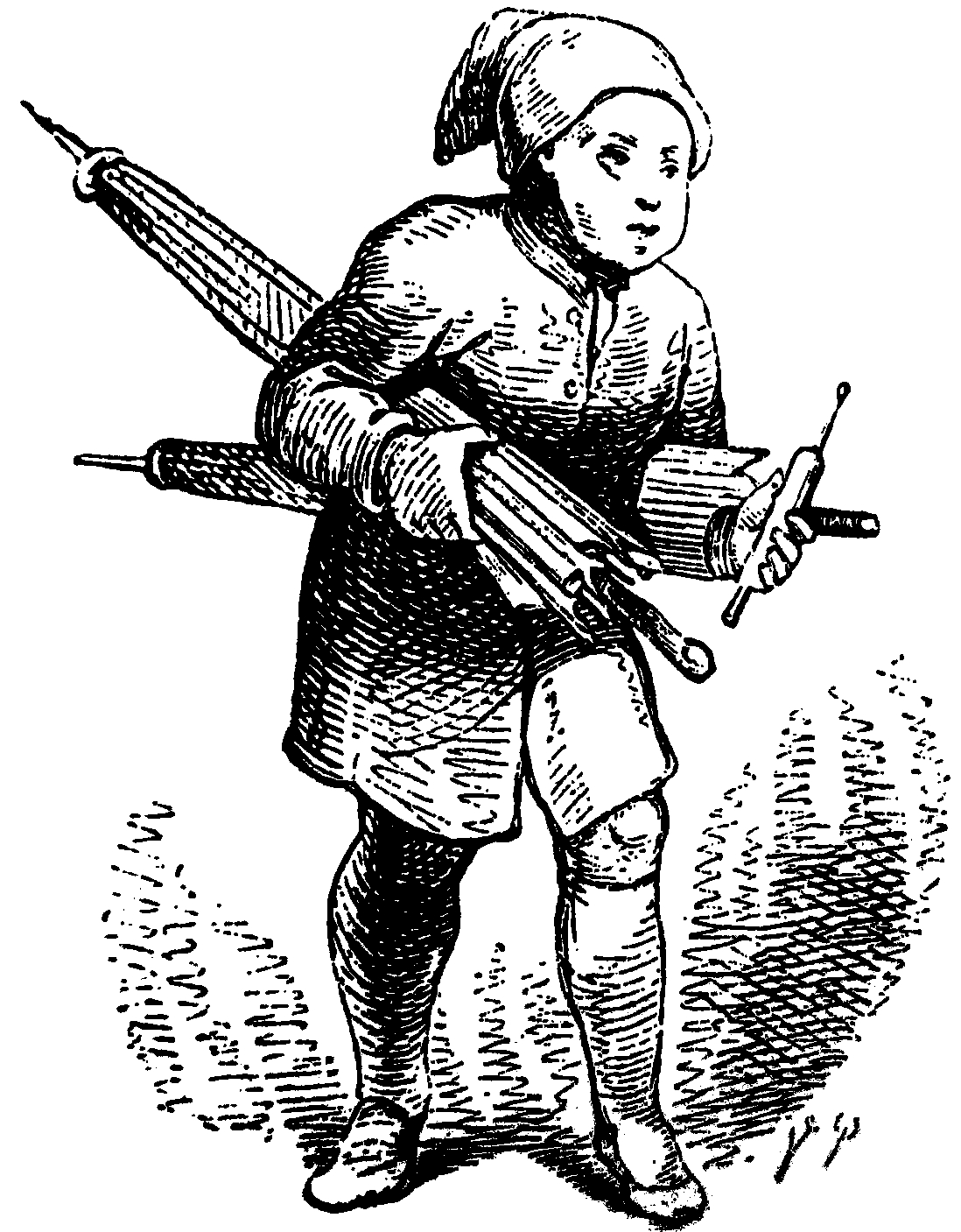
Vilhelm Pedersen a desenat această reprezentare a lui Moș Ene pentru basmul "Ole Lukøje" (Moș Ene) de Hans Christian Andersen.

## Ole Lukøje despre Moarte
"Îți voi arăta pe fratele meu. El se numește tot Ole-Luk-Oie, dar nu vizitează pe nimeni decât o singură dată, iar când vine, îl ia pe calul său și îi spune povești în timp ce călătoresc. El știe doar două povești." 
"Una dintre ele este atât de minunat de frumoasă, încât nimeni din lume nu-și poate imagina ceva asemănător; dar cealaltă este la fel de urâtă și de înspăimântătoare, astfel încât ar fi imposibil să o descriu."
Apoi Ole-Luk-Oie l-a ridicat pe Hjalmar până la fereastră. "Acolo, acum, îl poți vedea pe fratele meu, celălalt Ole-Luk-Oie; i se mai spune și Moartea." 
"Vezi, nu arată atât de rău ca în cărțile ilustrate, unde este un schelet. Nu, acum haina lui este brodată cu argint, poartă uniforma splendidă a unui husar, iar o mantie de catifea neagră zboară în spatele lui, peste cal. Priviți, cum galopează!".
"Jeg vil vise Dig min Broder, han hedder ogsaa Ole Lukøie, men han kommer aldrig til nogen meer end eengang og naar han kommer, tager han dem med paa sin Hest og fortæller dem Historier." 
"Han kan kun to, een der er saa mageløs deilig, at ingen i Verden kan tænke sig den, og een der er saa fæl og gruelig - ja det er ikke til at beskrive!"
Și Ole Lukøie l-a lăsat pe Hjalmar în Vinduet și i-a spus: "Ce vrei să vezi, frate, Ole Lukøie! de kalde ham ogsaa Døden!" 
"Seer Du, han seer slet slet ikke slem ud, som i Billedebøgerne, hvor han er Been og Knokler! nei, det er Sølvbroderi han har paa Kjolen: det er den deiligste Husar-Uniform! en Kappe af sort Fløiel flyver bag ud over Hesten! Vezi cum călărește în Galop."